# Могилёвский полк
Могилевский полк,  Подольский, Поднестровский или Приднестровский — административно-территориальная военная единица  Правобережной Украины во второй половине 17 века. Образован 1648 года. Полковой центр — город Могилев (ныне город Могилев-Подольский  Винницкой область).
По  Зборовскому договору 1649 года территория полка за исключением  Шаргородского округа осталась за  Польшей.
Письмом от 26 сентября 1666 года Подольский полковник Константин Мигалевский  извещает о своем переходе от Петра Дорошенка в подданство Царя док.№20  ☀http://rgada.info/opisi/124-opis_1/0065.jpg   и док.№ 162  Архивная копия от 21 декабря 2014 на Wayback Machine
1657 года восстановлен как Подольский полк для защиты от нападений  Белгородской орды. Сотенными городками были Шаргород,  Ямполь, Малиновка и другие.
За 1658 годом упоминается полковник Федор Михайлович. С октября того же года и до 1676 года известным полковником был  Остап (Евстафий) Гоголь.
1667 года за  Андрусовского соглашения между  Польшей и  Россией территория отошла к  Польши, а его полковника О. Гоголя польский король назначил гетманом.
В 1676 году через турецко-татарское опустошение Подолье Подольский полк прекратил своё существование. Часть казаков переселились на северную Киевщину в район поселков Иванкова и Дымера.